# Helmuth Johannsen
Helmuth Johannsen (27 de febrer de 1920 - 3 de novembre de 1998) va ser un jugador i entrenador de futbol professional alemany.
Johannsen va jugar al St. Pauli, (un club del qual també va exercir com a vicepresident posteriorment durant un any de 1987 a 1988), però una lesió de guerra el va obligar a abandonar la seva carrera de jugador abans d'hora. Després de la Segona Guerra Mundial, va passar a ser entrenador, sobretot liderant l'Eintracht Braunschweig a un sorprenent campionat de la Bundesliga el 1966–67.
Des de principis de maig fins a finals de juny de 1965 va passar unes quantes setmanes cedit pel Braunschweig a Holstein Kiel portant els campions de la divisió nord de l'aleshores lliga regional de segona categoria, a través dels partits de la sèrie d'ascens a la Bundesliga, però acabant només tercer en un grup de quatre equips, per darrere del Borussia Mönchengladbach al voltant de les seves joves estrelles Günter Netzer i Jupp Heynckes, i el SSV Reutlingen de l'estat de Baden-Württemberg.
També va treballar a Suïssa, guanyant el campionat suís el 1978 amb el Grasshopper Club Zürich, i arribant també a les semifinals de la Copa de la UEFA el mateix any.

## Palmarès
Eintracht Braunschweig
- Bundesliga: 1967

Grasshoppers
- Lliga A Suïssa: 1978

Individual
- Entrenador suís de l'any: 1984[3]